# تابستان بی‌پایان (میکس تیپ جی ایزی)
تابستان بی پایان (به انگلیسی: The Endless Summer) یک میکس تیپ از رپر آمریکایی جی ایزی است. این مجموعه در ۱۲ اوت ۲۰۱۱ منتشر شد.تابستان بی پایان اولین موفقیت برجستهٔ جی ایزی بود، این میکس تیپ نامزد دریافت جایزه بهترین مجموعه رپ/هیپ هاپ در سال ۲۰۱۱ شد.
این مجموعه به صورت رایگان از چند سایت منتشر شد. جی ایزی در مصاحبه با Earmilk دربارهٔ این تصمیم اینگونه توضیح می‌دهد:
" تمامشو رایگان پخش کردم. اینطوری مردم بیشتری رو جذب کردم. میدونم که این مدل کسب و کار آدما رو میترسونه، از جمله مدیران لیبل‌ها، چون هنوز نمیدونن چجوری خودشونو وفق بدن. "
تابستان بی پایان نظرات خوبی از منتقدان و عموم دریافت کرد. در وبسایت djbooth.net، از ۵ نمره ۴٫۷ گرفت و در وبسایت‌های دیگر نظیر barryfest.com هم نظرات مثبی کسب کرد.
در این میکس تیپ مهمانانی مثل اسکیزی مارس از آمریکن آیدل با جی ایزی همکاری کردند.

## لیست آهنگ‌ها
1. تابستان بی پایان / Endless Summer
2. اسکی سواری / Hang Ten
3. طفره رفتن سو / Runaround Sue
4. Reefer Madness
5. Make-Up Sex
6. مشهور / Well- Known
7. تنها کاری که میتونستم بکنم / All I Could Do
8. Waspy
9. Acting Up
10. دویدن / Run
11. Outta Pocket Rmx